# اینار اوستبی
اینار اوستبی (نروژی: Einar Østby؛ زادهٔ ۱۷ سپتامبر ۱۹۳۵ – ۳ آوریل ۲۰۲۲) اسکی‌باز صحرانوردی، و ورزشکار دو و میدانی اهل نروژ بود.